# Красиков, Трофим Васильевич
Трофим Васильевич Красиков — советский хозяйственный, государственный и политический деятель, Герой Социалистического Труда.

## Биография
Родился в 1900 году в деревне Сухоноска. Член КПСС.
С 1918 года — на хозяйственной, общественной и политической работе. В 1918—1972 гг. — помощник секретаря Скоробогатовского волостного исполкома, красноармеец, работник в Шабошевском товариществе красильщиков, председатель колхоза «Основы пятилетки» Ковернинского района Горьковской области, председатель Скоробогатовского сельского Совета, председатель, почетный председатель колхоза имени И. В. Мичурина Ковернинского района Горьковской области.
Указом Президиума Верховного Совета СССР от присвоено звание Героя Социалистического Труда с вручением ордена Ленина и золотой медали «Серп и Молот».
Делегат XX съезда КПСС.
Умер в деревне Сухоноска в 1972 году.